# 443 av. J.-C.
Cette page concerne l'année 443 av. J.-C. du calendrier julien proleptique.

## Événements
- 19 janvier (13 décembre 444 du calendrier romain) : début à Rome du consulat de L. Papirius Mugillanus et Lucius Sempronius Atratinus[1].

- Printemps : ostracisme (bannissement pour 10 ans) de Thucydide, fils de Mélésias, chef du parti conservateur qui défendait les intérêts des alliés[2].

- Périclès (né en 495 av. J.-C.), est élu stratège d’Athènes ; il est réélu 14 fois de 443 à 428 av. J.-C.[3]. Il domine la vie politique jusqu’à sa mort en 429 av. J.-C. ; Athènes est alors à son apogée. Périclès favorise le développement de la puissance navale en s’appuyant sur la classe des thètes (classe populaire). À son initiative, Athènes envoie 1 000 clérouques (colons) en Chersonèse, 500 à Naxos, 250 à Andros, et  1000 en Thrace.